# HTC Desire X

HTC Desire X — коммуникатор компании HTC, работающий на операционной системе Android. Устройство похоже на HTC Desire V с небольшими отличиями от данной модели. Он оснащен мощным двухъядерным процессором Qualcomm Snapdragon S4 Play MSM8225.

## Обновления
Данный коммуникатор в 2013 году получил обновление до версии Android 4.1.1 Jelly Bean. В нём были исправлены критические ошибки, исправлены мелкие системные сбои, улучшена технология Beats Audio. Также была обновлена фирменная оболочка HTC Sense до версии 4+.

## Характеристики

### Общее
| Производитель:         | HTC                                       |
| Модель:                | Desire X                                  |
| Платформа:             | технологическая, не программная HTC Proto |
| Год выпуска:           | 2012                                      |
| Операционная система:  | Android 4.0 и 4.1                         |
| Ёмкость аккум. (мА·ч): | 1650mAh                                   |

### Размеры
| Габариты (мм): | 62.3 x 118.5 x 9.3 (ширина х высота х толщина) |
| Вес (г):       | 114                                            |

### Процессор
| Тип процессора:         | Qualcomm Snapdragon S4 Play MSM8225 |
| Тактовая частота (МГц): | 1008х2                              |

### Память
| Оперативная память (Мб): | 768 |
| Встроенная память (Гб):  | 4   |

### Коммуникации
| Телефон:   | GSM 1800, GSM 1900, GSM 850, GSM 900, UMTS 2100, UMTS 900 |
| Bluetooth: | 4.0                                                       |
| Wi-Fi:     | 802.11b, g,n                                              |
| 'Другое:   | EDGE, GPRS, GPS, HSDPA, HSUPA, UMTS/WCDMA                 |

### Мультимедиа
| Размер экрана:          | 4 дюйма                                                     |
| Разрешение экрана (px): | 480 x 800                                                   |
| Тип экрана:             | Super LCD                                                   |
| Видеоускоритель:        | Adreno 203                                                  |
| Камера сзади (Мп):      | 5.1                                                         |
| Автофокус:              | Есть                                                        |
| Фотовспышка:            | Есть                                                        |
| Динамик:                | моно                                                        |
| Выход наушников:        | 3.5                                                         |
| Другое:                 | FM-радио, G-Sensor, Датчик освещенности, Датчик приближения |

### Управление и ввод
| Сенсорный экран: | есть, ёмкостный  |
| Кнопки:          | сенсорные кнопки |

### Расширение
| Карты памяти: | microSD, microSDHC      |
| Разъемы:      | MHL, USB-хост, microUSB |